# Председатель регионального совета
Председатели региональных советов (фр. Les présidents des conseils régionaux) во Франции избираются голосами депутатов региональных советов, как правило, в первую пятницу после региональных выборов. Председатель совета также возглавляет исполнительную власть в регионе.

## История
21 марта 1986 года во Франции во всех регионах, кроме Корсики, впервые прошли прямые выборы депутатов региональных советов, из числа которых затем были избраны председатели (региональные советы созданы в 1972 году, но изначально их состав формировался из всех парламентариев от региона, а также представителей генеральных советов департаментов и муниципальных советов).
Первые региональные выборы прошли в 1986 году, затем в 1992, 1998, 2004 и 2010 годах.
16 января 2015 года во Франции принят закон № 2015-29 о территориальной реформе, согласно которому регионы были укрупнены, и их общее количество уменьшилось с 22 до 13 (плюс пять заморских территорий).
6 и 13 декабря 2015 года состоялись очередные региональные выборы. По итогам второго тура голосования в национальном масштабе наилучший результат показали правые партии, которых поддержали 40,24 % избирателей (в первом туре — 31,72 %). Ультраправые получили 27,1 % (27,88 %), левые — 32,12 % (34,05 %).
1 января 2016 года вступил в силу закон о территориальной реформе, и 4 января состоялись выборы председателей советов семи новых регионов — Бургундия — Франш-Конте, Новая Аквитания, Нормандия, Гранд-Эст, Окситания, Нор — Па-де-Кале — Пикардия (впоследствии переименован в О-де-Франс), Овернь — Рона — Альпы.
20 и 27 июня 2021 года в два тура состоялись очередные региональные выборы, которые ознаменовались тяжелейшим поражением партий правительственной коалиции (в первую очередь — партии «Вперёд, Республика!»), получивших в общей сложности чуть больше 7 % голосов. Наибольшего успеха добились правые во главе с партией «Республиканцы» (37,92 %), за ними с небольшим отставанием следуют левые (34,75 %), а Национальное объединение ухудшило свои позиции, заручившись поддержкой 19,05 % избирателей. 1 июля новым председателем департаментского совета Майотты (ранее этот пост занимал Суабахадин Ибрагим Рамадани) избран Бен Иса Усени (Ben Issa Ousseni). 2 июля во всех регионах новый состав депутатов голосовал за председателей советов, и большинство действующих председателей сохранили свои должности: в Реюньоне Югетт Белло сменила Дидье Робера, в Гвиане Габриэль Сервиль занял кресло Родольфа Александра, а на Корсике Жиль Симеони в третий раз подряд возглавил Исполнительный совет, но Мария-Антуанетта Мопертюи стала первой женщиной — председателем Ассамблеи Корсики с 1982 года, когда этот представительный орган был создан (она сместила Жана-Ги Таламони); на Мартинике новым председателем Исполнительного совета стал Серж Лечими. В итоге левые и правые возглавили по восемь регионов.

## Список действующих председателей региональных советов
| №  | Регион                           | Фото | Председатель совета                                        | В должности с   | Партия                                                           |
| -- | -------------------------------- | ---- | ---------------------------------------------------------- | --------------- | ---------------------------------------------------------------- |
| 1  | Бретань                          |      | Лоик Шене-Жирар                                            | 22 июня 2017    | Социалистическая партия                                          |
| 2  | Бургундия — Франш-Конте          |      | Мари-Гит Дюфе                                              | 4 января 2016   | Социалистическая партия                                          |
| 3  | Гранд-Эст                        |      | Франк Леруа                                                | 13 января 2023  | Разные правые                                                    |
| 4  | Земли Луары                      |      | Кристель Морансе                                           | 19 октября 2017 | Республиканцы                                                    |
| 5  | Иль-де-Франс                     |      | Валери Пекресс                                             | 18 декабря 2015 | Мы свободны                                                      |
| 6  | Корсика                          |      | Мария-Антуанетта Мопертюи Председатель Ассамблеи Корсики   | 1 июля 2021     | Создадим Корсику                                                 |
| 6  | Корсика                          |      | Жиль Симеони Председатель Исполнительного совета Корсики   | 17 декабря 2015 | Создадим Корсику                                                 |
| 7  | Новая Аквитания                  |      | Ален Руссе                                                 | 1 января 2016   | Социалистическая партия                                          |
| 8  | Нормандия                        |      | Эрве Морен                                                 | 4 января 2016   | Центристы                                                        |
| 9  | О-де-Франс                       |      | Ксавье Бертран                                             | 4 января 2016   | Разные правые                                                    |
| 10 | Овернь — Рона — Альпы            |      | Фабрис Панкук                                              | 5 сентября 2024 | Республиканцы                                                    |
| 11 | Окситания                        |      | Кароль Дельга                                              | 4 января 2016   | Социалистическая партия                                          |
| 12 | Прованс — Альпы — Лазурный Берег |      | Рено Мюзелье                                               | 15 мая 2017     | Республиканцы                                                    |
| 13 | Центр — Долина Луары             |      | Франсуа Бонно                                              | 7 сентября 2007 | Социалистическая партия                                          |
| 14 | Гваделупа Заморский регион       |      | Ари Шалю                                                   | 18 декабря 2015 | Гваделупа единая, солидарная и ответственная Вперёд, Республика! |
| 15 | Гвиана Заморский регион          |      | Габриэль Сервиль                                           | 2 июля 2021     | Страна Гвиана                                                    |
| 16 | Майотта Заморский регион         |      | Бен Иса Усени Председатель Департаментского совета Майотты | 1 июля 2021     | Республиканцы                                                    |
| 17 | Мартиника Заморский регион       |      | Люсьен Салибер Председатель Ассамблеи Мартиники            | 2 июля 2021     | Мартиникские силы прогресса                                      |
| 17 | Мартиника Заморский регион       |      | Серж Лечими Председатель Исполнительного совета Мартиники  | 2 июля 2021     | Мартиникская прогрессивная партия                                |
| 18 | Реюньон Заморский регион         |      | Югетт Белло                                                | 2 июля 2021     | За Реюньон                                                       |